# Seppäjärvi
Seppäjärvi är en sjö i kommunen Nyslott i landskapet Södra Savolax i Finland. Sjön ligger 83,4 meter över havet. Arean är 3,16 kvadratkilometer och strandlinjen är 32,72 kilometer lång. Sjön  ingår i Vuoksens huvudavrinningsområde.   Den ligger omkring 90 kilometer öster om S:t Michel och omkring 290 kilometer nordöst om Helsingfors. 
I sjön finns öarna Palosaari, Partiosaari, Ruissaari, Mäntysaari, Myhkyräsaari, Selänluodot, Kattilaluoto, Tiirinluodot, Nahkasaari, Pajuluoto, Huutosaari, Verkkosaari. 
Seppäjärvi ligger nordväst om Kuhajärvi. 